# Concurs Nacional de Vestits de Paper
El Concurs Nacional de Vestits de Paper és un concurs anual que recull una sèrie de vestits fets completament de paper, i també pentinats. Aquest concurs se celebra a Mollerussa (Pla d'Urgell) al Teatre de l'Amistat, normalment un dissabte de la setmana de Santa Llúcia. Les diferents modistes poden ser professionals i amateurs i presenten les seves creacions en una "passarel·la" situada al teatre especialment aquest dia. L'objectiu és oblidar que el que desfila per la passarel·la està fet de paper. Actualment el concurs encara se celebra al Teatre l'Amistat i cada any té més expectació, continuen havent-hi tres categories per competir. I els premis van fins als 2.000 € (el premi més alt) i també hi ha guardonats amb el didal d'or, les tisores de plata i l'agulla d'or.

## Història

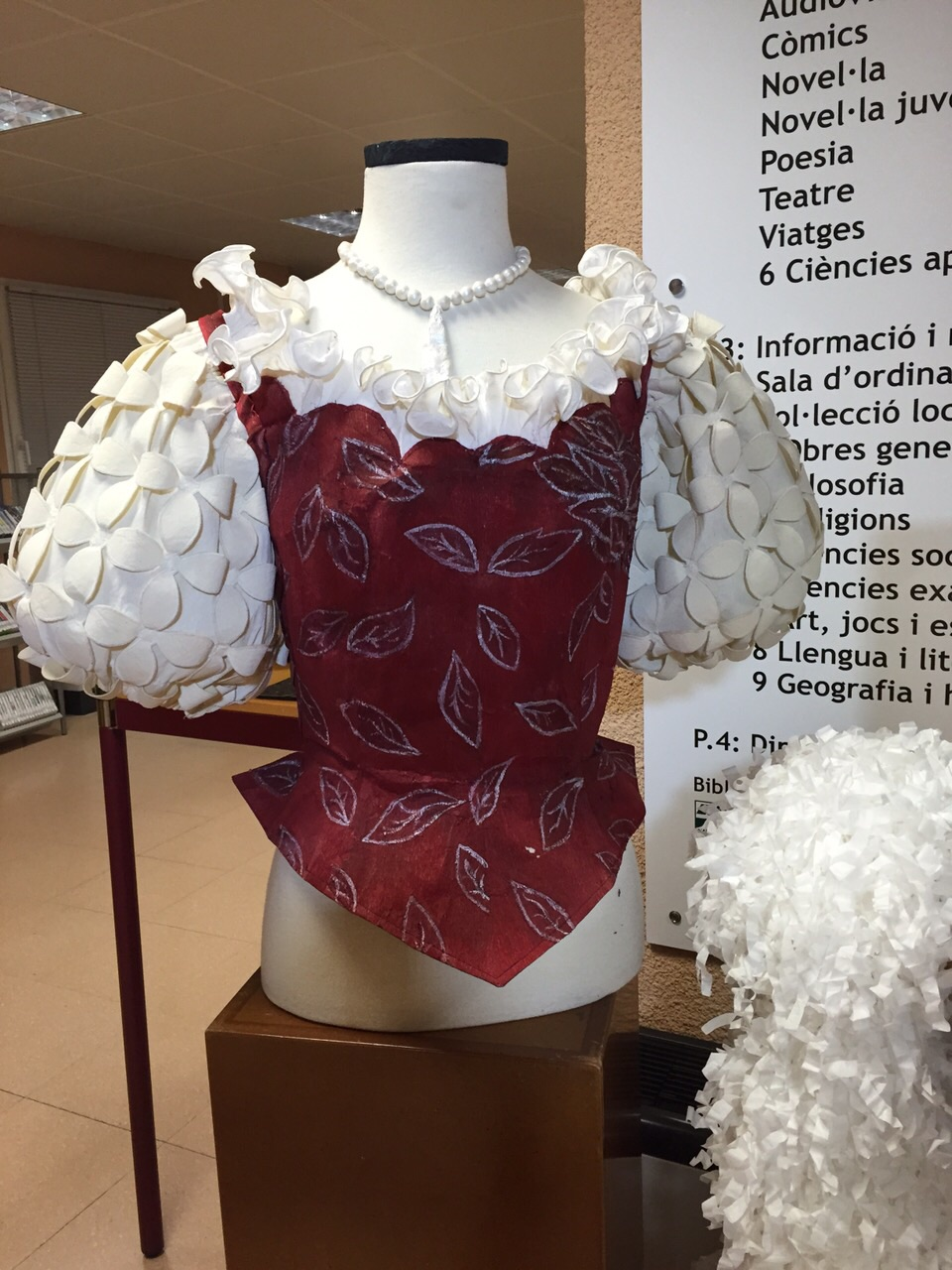
Aquesta és una mostra d'una brusa feta exclusivament de paper, que, està exposada a la biblioteca Jaume Vila de Mollerussa

Aquest concurs comença el 12 de desembre de l'any 1964, i la vetllada ja es converteix en un dels actes socials més destacats de Mollerussa. El primer any va ser un concurs solament en l'àmbit comarcal i l'any següent s'amplia la participació amb modistes de la regió, d'arreu de Lleida. Anteriorment s'anomenava Festival Nacional d'Exhibició de Vestits de Paper i de Pentinats. El 1967 s'elimina la competició de pentinats del concurs i apareixen dues modalitats en la competició dels vestits: gran confecció i estil modern. Dins de gran confecció s'inclouen els vestits d'època i regionals. A l'estil modern corresponen tots els vestits de moda actual i s'acceptaven les minifaldilles, en aquell any els premis anaven de 20.000 a 3.000 pessetes per a gran confecció. I de 10.000 a 1.500 pessetes per estil modern.
El 1985 es va crear un nou premi, que consisteix en un ocellet de ceràmica que és el símbol dels vestits de paper, el 1987 és el primer any que es fa entrega del didal d'or i diamants, per a reconèixer la finalitat de presentació en el concurs i el 1997 es crea el premi "Les Tisores de Plata" per ressaltar la millor creativitat i innovació. L'any 2001 i el 2002 el concurs se celebra al pavelló poliesportiu de Mollerussa a causa de les obres de remodelació del teatre, també es va aprofitar per obrir el que serà el Museu de Vestits de Paper a les galeries Sant Jordi que anirà creixent any rere any i incloent cada vegada més vestits i el 2003 el concurs torna "a casa", al Teatre de l'Amistat, després de la renovació.
L'any de 2004 amb la 39 edició es va iniciar el Concurs de Vestits de la nina Barbie. Consistia a produir vestits exclusivament de paper, igual que anteriorment, l'únic que era diferent era la mida i la presentació el vestit, aquests, s'havien de dissenyar per a una nina Barbie.
El 2005 la Reina d'Anglaterra va enviar una carta personalment de reconeixement i suport cap al concurs, també va donar les gràcies per la imitació d'un dels vestits que va portar la muller del príncep Carles d'Anglaterra.
Passem al 2007 quan els dies 16 i 17 de Desembre es va retransmetre per TV Lleida la celebració del concurs.
Entrant al segle xxi, i va haver-hi un moment de canvi, un nou equip organitzador, amb projectes que miraven més lluny se'n van fer càrrec juntament amb l'ajuntament que va passar a fer-se càrrec de l'Amistat i es van restablir algunes bases del concurs.

## Categories
- Moda Actual:

Els vestits estan confeccionats amb idees de disseny i moda de "carrer". Ni que siguin els menys espectaculars comparats amb les altres categories en aquest apartat és molt important el disseny i la perfecta realització de la peça. La moda actual potser és la categoria on el jurat discrepa més, ja que al jurat hi ha dissenyadors, crítics de moda, modistes... Per tant, la discussió a l'hora de premiar un vestit és: creativitat, disseny o confecció?
- Vestits d'època:

Els vestits d'època són molt espectaculars, ja que estan inspirats en fotografies o quadres i es reprodueixen amb molta precisió. Dins d'aquesta categoria també entren tots els vestits reial, tradicionals, nobles, cerimonials...
- Vestits de Fantasia:

En aquesta categoria les modistes deixen volar la seva imaginació i fan realitat projectes creatius espectaculars. Es convida la fantasia amb tècniques molt especials, amb uns acabats molt reeixits. Dins d'aquesta categoria s'inclouen vestits inspirats en les mitologies, llegendes, ciència-ficció..., és a dir, no hi ha límits per a la creació.

## Normes bàsiques
Algunes de les bases principals que eren i encara continuen sent:
- Els vestits, ornaments i complements han d'estar confeccionats únicament de paper,cosit, a mà o a màquina.
- Es permet l'ús d'esprais o pintures per donar color i fer brillar el paper.
- No és permès cap mena de paper plastificat ni metal·litzat.
- Només es pot presentar un vestit a cada modalitat.
- Seran eliminats del concurs els vestits que tinguin quelcom no fet de paper.